# Män som hatar kvinnor
Män som hatar kvinnor (lançado no Brasil como Os Homens que Não Amavam as Mulheres  e, em Portugal, como Os Homens que Odeiam as Mulheres) é um livro do escritor sueco Stieg Larsson (1954-2004), o primeiro da Trilogia Millennium.

## Sinopse
Trata-se de um enigmático romance huis clos ambientado na ilha fictícia de Hedestad, Suécia.
Em 1966, Harriet Vanger, jovem herdeira de um império industrial, some sem deixar vestígios. No dia de seu desaparecimento, fechou-se o acesso à ilha onde ela e membros de sua extensa família se encontravam. Desde então, a cada ano, Henrik Vanger, o velho patriarca do clã, recebe, no dia de seu aniversário, uma flor emoldurada - o mesmo presente que Harriet lhe dava, até desaparecer. Henrik está convencido de que ela foi assassinada e que um Vanger a matou, provavelmente por ganância, pelo facto de ela ser a virtual herdeira de todo o império industrial de Henrik. O livro desenvolve-se apresentando os factos e os vários personagens  pouco a pouco, deixando o leitor curioso sobre o desfecho da história.

## Personagens principais
Mikael  Blomkvist é um jornalista e co-fundador da revista Millenium, que se dedica principalmente a desmascarar escândalos na alta finança, mas que acabou de ser declarado culpado de um caso de difamação a uma as mais influentes personalidades suecas.
Lisbeth Salander é uma investigadora excepcional e irreverente,que trabalha em uma empresa de segurança, com muitos trunfos na manga, que irá juntar forças com Mikael para desvendar o mistério da família Vanger.É considerada dependente do ponto de vista da Justiça, pelo fato de ser desequilibrada, o quê se revela sendo um equívoco ao longo do livro, tendo em vista que é uma jovem muito astuta e inteligente, já teve várias famílias adotivas e fugiu de todas.
Henrik Vanger é um grande empresário na reforma com um passado familiar conturbado que anda obcecado há 40 anos com o desaparecimento da menina dos seus olhos, a sua sobrinha Harriet Vanger. Desapareceu sem deixar testemunhas, qualquer prova, mas Henrik está convencido que foi assassinada. Aproveitando-se da problemática situação em que se encontra Mikael, Henrik pede-lhe para escrever um livro sobre a biografia da família Vanger, como desculpa para investigar o desaparecimento de Harriet.
Dragan Armanskij é dono da empresa na qual Lisbeth trabalha, a Milton Security. Ele tem um afeto especial por sua funcionária, a quem trata gentilmente.

## Prêmios
Stieg Larsson recebeu o Prémio Chave de Vidro para o Melhor Romance Policial da Academia Sueca de Ficção Policial, em 2006, pelo livro Män som hatar kvinnor.